# Weststadt (Heidelberg)

Mapa da localização de Weststadt em Heidelberg

Weststadt é um distrito de Heidelberg. De seu desenvolvimento ao sul surgiu o distrito de Südstadt. A região a oeste, então ocupada principalmente por vias férreas, tornou-se parte do planejado distrito Bahnstadt.
Um rico inventário de vilas listadas, pátios internos verdes e árvores centenárias fazem da área central de Weststadt uma das áreas residenciais mais desejáveis em Heidelberg até hoje. O distrito é hoje habitado por cerca de 12.600 pessoas. Abrange cerca de 110 hectares, 82 por cento dos quais são construídos.
No geral, há bons cuidados médicos em Weststadt (Ärztehaus-West, St. Josefskrankenhaus, Hospiz Luise) e várias farmácias. Desde 1962 existe um serviço de psiquiatria infantil e adolescente no hospital universitário da Blumenstraße 8. Existem também várias escolas, inúmeras mercearias, mas também lojas de retalho, restaurantes e dois postos de gasolina. A praça central do distrito é Wilhelmsplatz para festividades de todos os tipos, por ex. um mercado semanal, principalmente aos sábados.

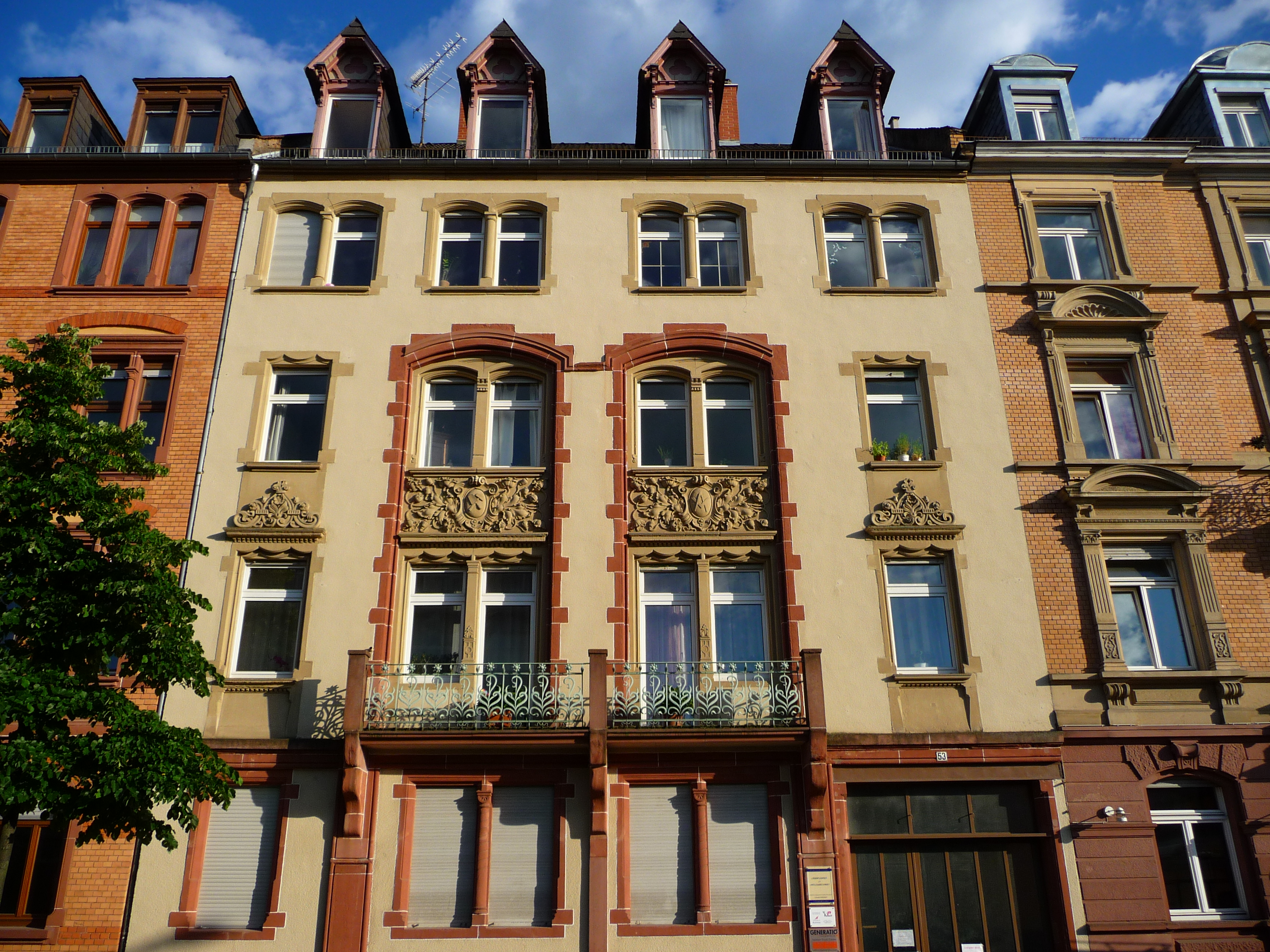
Moradia característica na margem de Weststadt

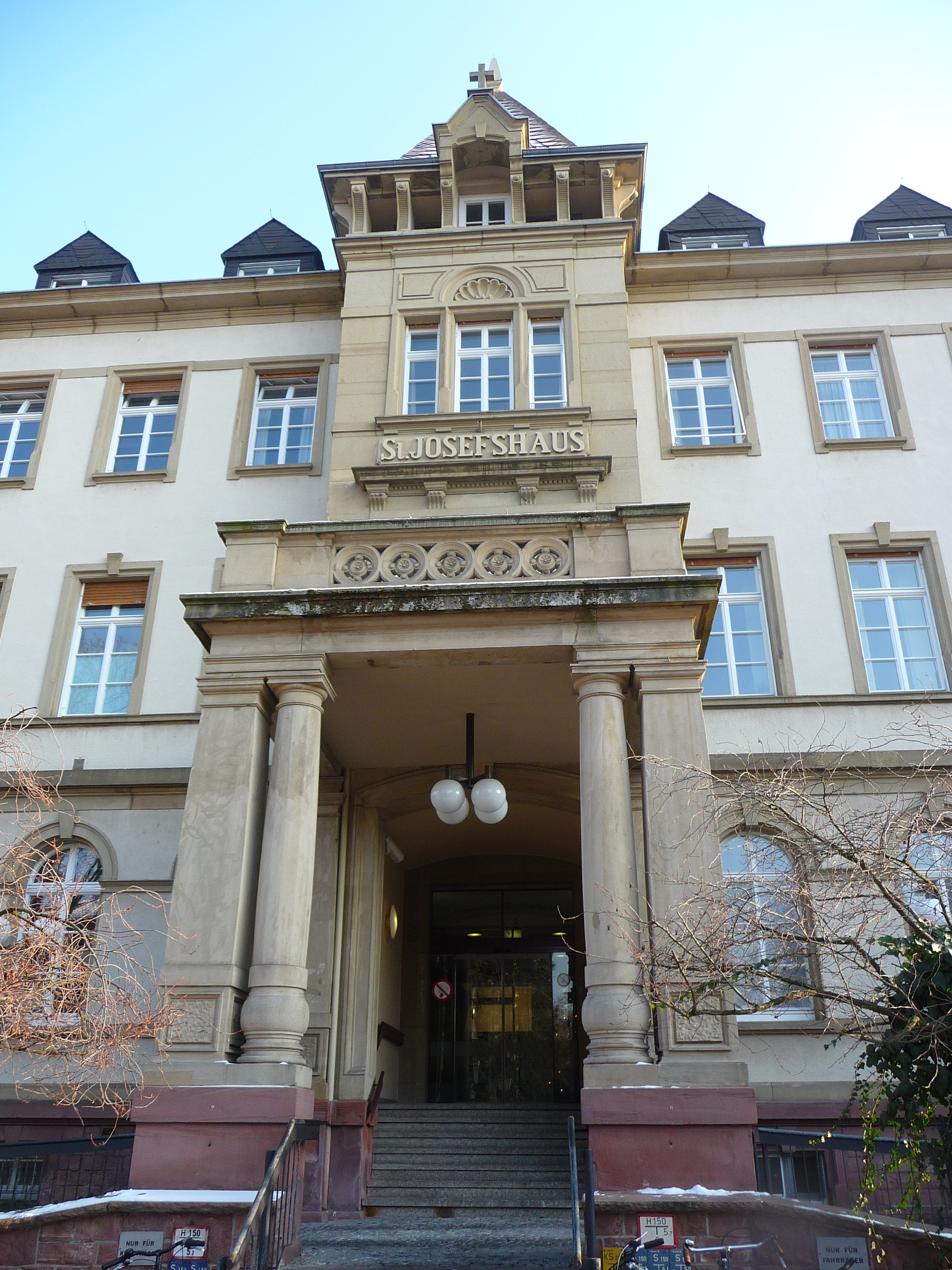
Entrada principal do Hospital St. Josef em Heidelberg